# Ялос (футбольный клуб)
«Я́лос» (укр. «Ялос») — украинский футбольный клуб из города Ялта Автономная Республика Крым. Клуб выступал в чемпионате Украины среди команд второй лиги в сезоне 2005/06.

## История
Идея создания профессионального клуба в Ялте принадлежала вице-президенту АОЗТ ФК «Таврия» Анатолию Заяеву. Эта идея также была поддержана руководством города в лице городского головы Ялты Сергея Брайко. В команду были подобраны квалифицированные исполнители. Главным тренером был назначен Александр Гайдаш. Команда подала заявку на участие в чемпионате Украины среди команд второй лиги. По итогам сезона ялтинцы заняли высокое четвёртое место в своей группе. Этот первый сезон стал для «Ялоса» одновременно и последним. Руководители команды потеряли интерес к своему детищу.